# Bernhard Schareck
Bernhard „Bernd“ Schareck (* 30. Dezember 1944) ist ein deutscher ehemaliger Versicherungsmanager und -funktionär. Er war Vorstandsvorsitzender der Karlsruher Versicherungen und zwischen 2003 und 2008 Präsident des Gesamtverbandes der Deutschen Versicherungswirtschaft.

## Werdegang
Schareck studierte Betriebswirtschaftslehre an der Universität zu Köln, wo er am Institut für Organisation und Automation promovierte. 1978 schloss er sich dem Gerling-Konzern an, bei dem er das Konzernberichtswesen verantwortete und das Vertriebscontrolling aufbaute. 1983 wechselte er zur DKV Deutsche Krankenversicherung, bei der er den Vertrieb reorganisierte und als stellvertretender Vorstandsvorsitzender die Auslandsexpansion vorantrieb. 1991 wurde er Vorstandsvorsitzender bei der zum Zurich-Konzern gehörenden Agrippina-Versicherungsgruppe. Nachdem diese mit den deutschen Zurich-Gesellschaften zusammengelegt wurde, wechselte er 1996 zu den Karlsruher Versicherungen. Dort übernahm er den Vorstandsvorsitz zunächst bei der Karlsruher Lebensversicherung, im folgenden Jahr auch bei der Sachversicherungstochter Karlsruher Versicherung. Nachdem diese 2005 vom Finanzdienstleistungskonzern Wüstenrot & Württembergische übernommen wurden und mit den jeweiligen Versicherungsgesellschaften Württembergische Lebensversicherung respektive Württembergische Versicherung verschmolzen wurden, wechselte er Anfang 2006 in den dortigen Holding-Vorstand und verantwortete die Integration der Gesellschaften in den Konzern. Zum Jahresende 2007 trat er in den Ruhestand. Anschließend war er noch Mitglied der Aufsichtsräte der Württembergischen Lebensversicherung und der 2007 als Marke neu belebten Karlsruher Lebensversicherung.
Schareck saß ab 1997 beim Gesamtverband der Deutschen Versicherungswirtschaft im Hauptausschuss Lebensversicherung/Pensionsfonds. Im November 2003 wurde er als Nachfolger von Bernd Michaels zum Präsidenten des Verbands gewählt. Während seiner Amtszeit vertrat er die Interessen der Branche bei Reformen des Versicherungsaufsichts- und insbesondere des Versicherungsvertragsrechts. Im November 2008 wurde Rolf-Peter Hoenen zu seinem Nachfolger bestimmt, Schareck blieb noch zwei Jahre im 14 Mitglieder umfassenden Präsidium. Zudem stand er zeitweise dem Verein Deutscher Lebensversicherer sowie dem Karlsruher Verein für Versicherungswirtschaft vor.
Schareck ist verheiratet und hat zwei Kinder, sein Sohn ist ebenfalls in der Versicherungsbranche tätig.